# Parmastomyces
Parmastomyces Kotl. & Pouzar (kruchomięsak) – rodzaj grzybów z rodziny pniarkowatych (Fomitopsidaceae).

## Charakterystyka
Grzyby nadrzewne, saprotroficzne, poliporoidalne. Owocniki roczne, rozpostarte, rozpostarto-odgięte lub siedzące, w stanie świeżym miękkie, w stanie suchym kruche, delikatne. Powierzchnia biała do jasnobrązowej, pory kątowe. Kontekst dwuwarstwowy, z gęstą, ciemną i galaretowatą warstwą rurek i białą, miękko-włóknistą warstwą pod rurkami, przy podłożu. System strzępkowy monomityczny, strzępki generatywne ze sprzążkami. Cystyd brak Bazydiospory cylindryczne, gładkie, szkliste, nieco grubościenne, w odczynniku Melzera dekstrynoidalne. Rozwijają się na drzewach iglastych i liściastych, powodując brunatną zgniliznę drewna.
Rodzaj jest dobrze zdefiniowany przez monomityczny układ strzępek, dekstrynoidalne bazydiospory i wywoływaniem brązowej zgnilizny drewna.

## Systematyka i nazewnictwo
Pozycja w klasyfikacji według Index Fungorum: Fomitopsidaceae, Polyporales, Incertae sedis, Agaricomycetes, Agaricomycotina, Basidiomycota, Fungi.
Nazwę naukową nadano na cześć estońskiego mykologa Erasta Parmasto. Polską nazwę zaproponował Władysław Wojewoda w 2003 r, Stanisław Domański opisywał gatunki należące do tego rodzaju pod nazwą białak.
Gatunki:
- Parmastomyces corticola Corner 1989
- Parmastomyces deceptivus Corner 1989
- Parmastomyces glutinosus Corner 1989
- Parmastomyces kravtzevianus (Bondartsev & Parmasto) Kotl. & Pouzar 1964
- Parmastomyces mollissimus (Maire) Pouzar 1984 – kruchomięsak ciemniejący
- Parmastomyces taxi (Bondartsev) Y.C. Dai & Niemelä 1995
- Parmastomyces umbrinus Corner 1989

Wykaz gatunków i nazwy naukowe na podstawie Index Fungorum. Nazwy polskie według Władysława Wojewody.